# Renaud de Planta

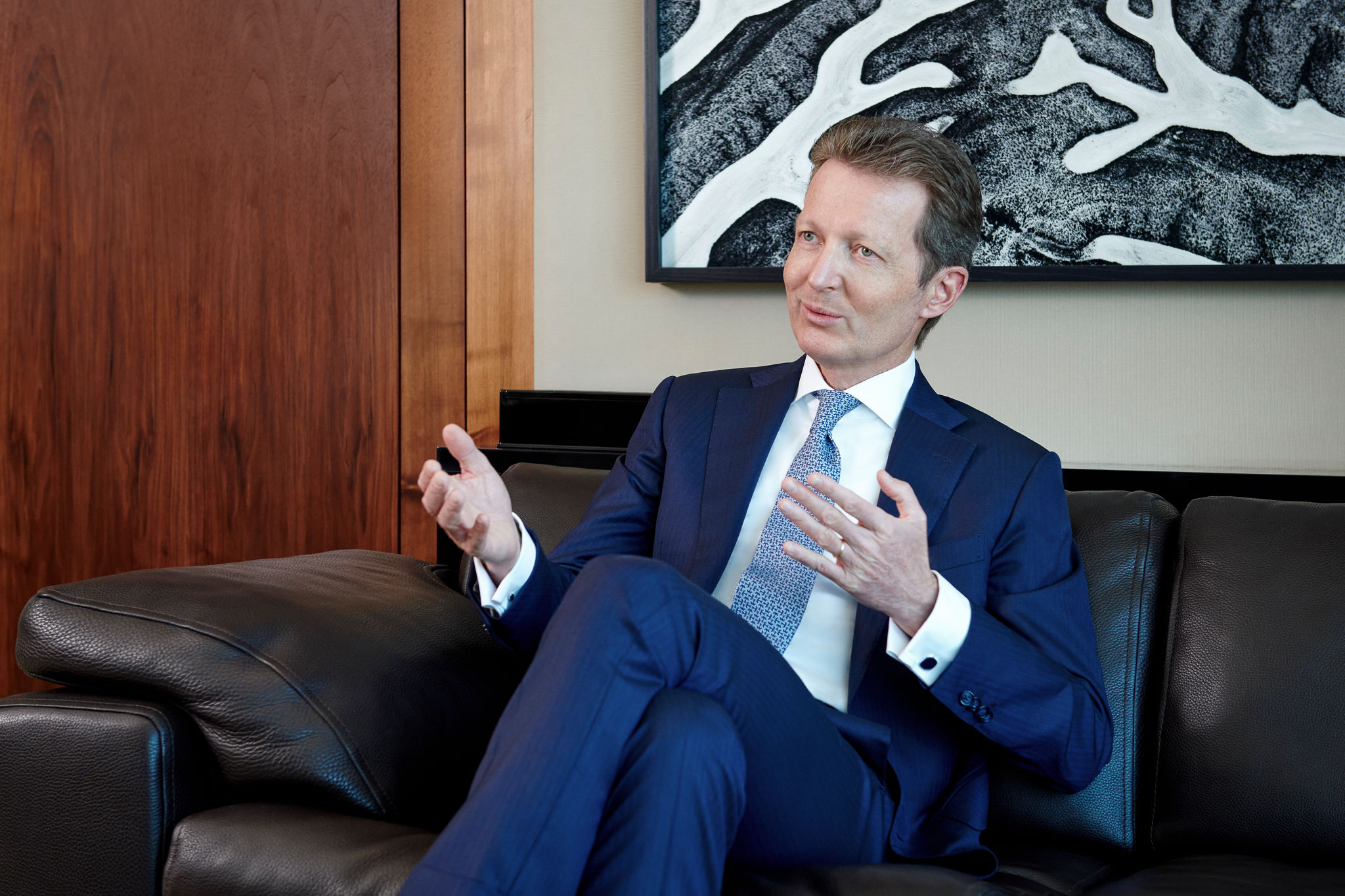
Renaud de Planta (2021)

Renaud de Planta (* 15. November 1963 in Genf; heimatberechtigt in Zuoz und in Chur) ist ein Schweizer Bankmanager und ehemaliger Privatbankteilhaber (Pictet-Gruppe).

## Leben
Renaud Fernand de Planta ist der Sohn von André de Planta und Muriel de Planta-Dominicé. Die Familie von Planta ist ein bekanntes Schweizer Adelsgeschlecht, welches aus Graubünden stammt. Er wuchs in Turin und in Genf auf. Dort besuchte er die Mittelschule im Collège Calvin und schloss mit der Matura Typ A im Juni 1982 ab. Er studierte Volkswirtschaftslehre an der Universität St. Gallen gefolgt von einem Wirtschaftsstudium mit Schwerpunkt Finanzen an der Graduate School of Business der University of Chicago mit Abschluss als Master of Business Administration (MBA) im Jahr 1987. Während der Studienzeit arbeitete er als Praktikant beim Schweizerischen Bankverein in St. Gallen, gefolgt von Energie Ouest Suisse in Lausanne und schliesslich bei der Grossbank UBS in Genf. An der Universität St. Gallen setzte er sein Studium fort und promovierte 1989 zum Doktor der Wirtschaftswissenschaften (Dr. oec.).

## Wirken
Die Berufslaufbahn de Plantas begann im Februar 1988, als er eine Stelle bei der Grossbank UBS in Zürich als Senior Economist im Bereich Economic Research antrat. Bei der UBS wechselte er anschliessend in die Kapitalmarktabteilung als Leiter der Produktentwicklung und des Risikomanagements. Danach übernahm er die Verantwortung für Anleihenderivate und schliesslich den Anleihehandel. Nach zwei Jahren als Leiter Aktien und Anleihen bei UBS in Genf entsandte ihn die Grossbank im Juni 1995 nach Hongkong als CEO für Nordasien. Dort war er verantwortlich für die Märkte China, Hongkong, Philippinen, Südkorea und Taiwan. Dann war er weltweiter Leiter des Geschäfts mit Aktienderivaten bei UBS Warburg in London. Er wechselte ab Juni 1998 zur Pictet-Gruppe, wo er ab Eintritt Teilhaber wurde. Bei Pictet war er zunächst für das Fondsgeschäft zuständig und übernahm 1999 die Mitverantwortung für das gesamte Asset Management der Gruppe, welches er bis Ende 2017 leitete. In dieser Zeit wuchs das von Pictet Asset Management verwaltete Vermögen von CHF 20 Milliarden auf CHF 230 Milliarden. Damit ist Pictet Asset Management, gemessen an den verwalteten Vermögen, der zweitgrösste Asset Manager in der Schweiz. Dieses Wachstum ist unter anderem auf die Produktstrategie des Asset Managements zurückzuführen. So wurden neuartige Bankprodukte im Bereich thematischer Fonds sowie Schwellenmarkt- und Long-Short-Angebote lanciert.
Die Pictet-Gruppe wird geleitet von wenigen Teilhabern/Partnern. Im Gegensatz zu Managern von typischen Geschäftsbanken bestehen Unterschiede bei Haftung und Entschädigung. So erhalten die Teilhaber von Pictet kein Angestelltensalär. Ende 2017 übernahm Renaud de Planta die Rolle des Stellvertreters des leitenden Teilhabers. Er gab die Verantwortung für das Asset Management ab und übernahm wichtige Stabseinheiten der Gesellschaft. Als neu dienstältester Teilhaber wurde Renaud de Planta per 1. September 2019 zum leitenden Partner der Pictet-Gruppe ernannt. In dieser Funktion ist er Repräsentant der Pictet-Gruppe nach innen und aussen. Bei umstrittenen Entscheidungen wirkt er als Primus inter pares und Mediator im Team der gleichberechtigten Teilhaber.
Nach dem Zusammenbruch der Credit Suisse im Frühjahr 2023 wurde Renau de Planta von Bundesrätin und Finanzministerin Karin Keller-Sutter in die Expertengruppe Bankenstabilität berufen, als einziges Mitglied dieses Gremiums, das aktiv im Management eines Finanzdienstleisters tätig war. Aufgabe der Expertengruppe war es, dem Bundesrat Vorschläge zur Stärkung des Schweizer Finanzsystems zu unterbreiten. Im September 2023 gab der Bundesrat die Ernennung von Renaud de Planta zum Mitglied des Bankrats der Schweizerischen Nationalbank ab Mai 2024 bekannt.
Per Ende Juni 2024 gibt de Planta seine Rolle als Senior Partner und Teilhaber der Pictet-Gruppe ab. Er wird anstelle Einsitz im  Verwaltungsrat der Pictet-Gruppe nehmen.

## Weitere Tätigkeiten
- Mitglied des Bankrates der Schweizerischen Nationalbank
- Mitglied des Beirats der Booth School of Business an der Universität Chicago, USA.[3]
- Vizepräsident des Board of Trustees des International Center for Monetary and Banking Studies, Genf.[11]
- Stiftungsrat der Stiftung Internationales Museum der Reformation, Genf[12]
- Stiftungsrat des Stiftungsfonds der Familie von Planta, Zuoz (GR)[13]
- Mitglied des Stiftungsrats der Pictet Group Foundation
- Mitglied des Stiftungsrats der Fondation pour l’attractivité du canton de Genève[14]

## Auszeichnungen
- De Planta wurde vom Schweizer Wirtschaftsmagazin Bilanz sowohl 2019 als auch 2022 zum wichtigsten Banker der Schweiz gekürt.[15]

## Schriften
- Controlling interest rate risk. The case of universal banks. 1989. (Diss. Wirtschaftswiss. St. Gallen).